# Друга театральна студія у Львові
Друга театральна студія у Львові- навчальний заклад, що займався підготовкою артистів сцени. Відкрита у 1959 році з ініціатива Тягна Бориса Хомича, при Національному академічному українському драматичному театрі імені Марії Заньковецької

## Історія
Першу театральну студію відкрито на чолі з Борисом Васильовичем Романицьким 1945 р. Це була перша трирічна студія. Друга студія розпочала діяльність в 1959 році. Очільником став Борис Тягно. Навчальння було створена за 2-річної програмою. За період діяльності відбулося два випуски- 1959–1961 рр. та 1961–1963 рр. Закриття студії сталося через хворобу головного режисера, ініціатора створення 2-ої театральної студії та завершення роботи у межах театру Заньковецької у Львові Бориса Хомича. Метою обох закладів було поповнити потреби в нових артистах сцени.

## Відомі випускники
Діяльність студії була продуктивною, внаслідок навчання у студії, її випускники ставали народними, заслуженими артистами, не тільки України, а й Білорусії. Наприклад, за перший випуск, народні - Богдан Ступка , Наталія Лотоцька, Володимир Ячмінський, Алла Бабенко, Арнольд Помазан, заслужені - Володимир Глухий, Віталій Коваленко, Тадей Давидко, Алла Корнієнко, Богдан Ваврик. Випускники 1961-63 рр., народні - Лариса Кадирова, Богдан Козак, заслужені - Богдан Стецько, Любов Собуцька . 

## Викладачі
Сценічна мова– Андрій Бендерський, ритмічне мистецтво – Неля Мончинська, танцювальний напрямок – Євген Литвак, гримерна справа – Сергій Грінченко, історія західноевропейського театру– Михайло Рудницький, історія українського та російського театрів – Олексій Писаревський, хоровий спів і музична грамота– Володимир Василевич. 